# Ischnus striatifrons
Ischnus striatifrons là một loài tò vò trong họ Ichneumonidae.